# 泉州公交K603路
泉州公交K603路是中华人民共和国泉州市境内的一条公共交通线路，原名16路，全程25.9公里。起讫点为云谷公交站至福厦高铁泉州南站，运营时间为云谷公交站：5:00-21:00；福厦高铁泉州南站：6:40-22:40
该线为大泉州范围内开通的第二条城市公交线路。

## 历史
- 1963年1月15日，泉州运输站发布开通2路的通告。2路由南门始发，停靠华洲、东山、新店、双沟、沟头至青阳站始发终到[1]
- 1963年1月25日，原泉州市公交公司（公交集团前身）开通2路。初期运行区间为南门-青阳，初期运行时间为南门7:35-14:40、青阳8:20-15:20。[2]初期使用车辆为1部单机大客车，全程票价0.4元/人。[3]
- 1966年夏，因文革爆发，2路停运。此后至1995年10月19日，泉州公交无运营至晋江城关的线路。
- 1995年10月20日，泉州市公交公司开通16路公共小巴。初期运行区间为东门车场-华洲市场。初期运行时间为冬季6:00-17:50、夏季6:00-18:36。使用车辆为5部峨眉牌小巴，初期票价为分段计价，全程2.0元/人[4][5]
- 1996年1月1日，16路调整运营路线。北端起点调整至泉州师专，取消途径温陵北路。并改为途径少林路、田安路、泉秀路至中医院站后原线行驶。南端自华洲市场经由泉安北路延伸至福联纺织城终到，其它不变。[6]
- 1996年9月16日，因优化调整，16路取消途径田安路、少林路、泉州师专。恢复途径中山南路、天后路、民权路、涂门街、百源路，改为至文化宫始发终到[7]
- 1998年9月1日，16路自该日起取消途径福联纺织城，改为途径泉安北路、和平北路、机场路至泉州晋江机场始发终到。同日，16路增加6部小巴，配车数增加至16部[8]
- 1998年12月2日，因优化调整，16路取消途径文化宫，改为途径南俊路、东街、中山北路延伸至体育场始发终到。[9]
- 2002年10月1日，16路更换为16部亚星JS6730C79型柴油空调客车[10][11]
- 2004年1月8日，16路执行最后一次春运期间价格上浮。票价调整为：体育场至新车站1元／人，新车站至池店路口1.5元／人，池店路口至晋江机场2元／人。2月19日恢复原有票价[12]
- 2005年12月8日，因泉州大桥南立交施工需要，16路往二院方向取消途径泉州大桥，改为途径江滨南路、顺济新桥、义全街至温陵南路后原线行驶[13][14]
- 2006年9月28日，因天后路道路翻修施工的需要，16路取消途经民权路、天后路、义全街，改为途经涂门街、温陵路至中医院站后原线行驶[15]
- 2006年12月24日，天后路道路翻修完成，6路恢复途经民权路、天后路，取消途经涂门街、温陵路[16]
- 2007年1月17日，泉州大桥南立交建成，16路恢复途径泉州大桥，取消途径江滨南路、顺济新桥、义全街[17]
- 2007年6月，16路由机场路口，经由机场路延伸至晋江机场始发终到
- 2007年11月27日，16路双向调整运营时间，二院鲤城调整为6:20-19:26、晋江机场调整为6:40-20:20.同日，16路增加并更换9部亚星JS6880C93H型柴油空调公交车[18]
- 2007年12月10日，因泉州大桥北桥头实行单向循环，16路往二院鲤城方向改为途径宝洲街、田安南路、泉秀街至温陵南路后原线行驶[19]
- 2010年6月，16路接手并更换自4路等线路退下的7部亚星JS6880C93H型柴油空调公交车，并退下16部JS6730C79
- 2012年5月1日，一乘客在乘坐16路一部运营车辆时，于车辆最后一排发现其处生长数朵蘑菇，该乘客将该情况公布于新浪微博后，引发舆论的轩然大波，史称“蘑菇事件”[20]
- 2012年5月8日，泉州公交发布“蘑菇事件”处理结果，开除当班运营车辆乘务员，免去所属的一分公司（后更名为江南公司）副经理职务，并向全市民众致歉。此后，泉州公交启动自动洗车机招标工作，并于当年11月完成采购并安装[21][22]
- 2012年7月8日，因泉州大桥北桥头取消单向循环，16路往双向改为途径温陵南路，取消途径宝洲街、田安南路、泉秀街[23]
- 2012年9月5日，16路闽CY1707号车驾驶员冯永平（已故），于当日11时驾驶该车途径安踏站附近时突发心肌梗塞。在失去意识前尽力将车辆往路边靠拢避免碰撞其它车辆。当日13时，虽经抢救，仍然宣告不治[24][25]。9月12日，泉州公交于宏福园为冯永平举行公开追悼仪式[26]
- 2012年11月，16路由一分公司转为隶属四分公司（后更名为城东公司）
- 2013年1月，因老城区实行“绿标区”通行限制，16路与24路互换配车。16路接手并更换自601路、24路退下的16部福达FZ6890UF3G3型柴油空调公交车，并划拨所剩余的4部JS6880C93H至601路
- 2013年3月5日，因和平路实行封闭改造，16路取消停靠宝龙酒店、赤西、苏厝、源泰皮业、亿泰、阳光时代广场等站[27]
- 2013年3月19日，16路启用无人售票制度，并于当日启用泉通卡刷卡支付，票价不变[28]
- 2014年1月20日，和平路改造完成，16路恢复停靠宝龙酒店、赤西、苏厝、源泰皮业、亿泰、阳光时代广场等站[29]
- 2015年1月25日，应泉州市交通委关于《环泉州湾公交发展规划》的要求，泉州公交将16路更名为K603路[30]
- 2015年11月1日，K603路开通夜班服务。末班发车时间延长至二院鲤城21:00、泉州晋江国际机场21:30发车[31]
- 2015年12月，K603路接手并增加自24路、601路退下的9部福达FZ6890UF3G3型柴油空调公交车，配车数达到25部
- 2016年2月22日，因原双沟村委会站距离路口灯控过近，K603路自该日起双向取消停靠该站[32]
- 2017年4月，因更换55路车型的需要，调拨K603路3部FZ6890UF3G3至55路，K603路配车数降至22部
- 2017年6月20日，因西街东段分时段限行的需要，K603路取消途径南俊巷、东街、中山北路，改为至文化宫始发终到。同日，文化宫首班时间改为6:13发车[33]
- 2018年5月15日，K603路全线更换为23部大金龙XMQ6802AGBEVL2型空调电动巴士，并退下22部FZ6890UF3G3
- 2020年1月27日，为配合晋江市交通局关于新型冠状病毒肺炎防控要求。K603路自当日14:00起暂停运行至2月16日。[34]
- 2020年2月17日，K603路恢复运营。
- 2021年10月13日，因泉州大桥加固施工封闭半幅车道，K603路往晋江机场方向临时取消途径泉州大桥、华洲家装市场、华洲。单向改为途径宝洲街、田安路南段、田安大桥、池峰路东段、桥南立交、展览城至华洲后原线行驶，其余不变。[35]
- 2022年1月11日，泉州大桥恢复双向通车，K603路自该日起取消途径宝洲街、田安路南段、田安大桥、池峰路东段、桥南立交、展览城，双向恢复途径泉州大桥、华洲家装市场、华洲。[36]
- 2022年3月15日，因疫情防控工作需要，K603路自该日起暂停运营至4月21日。[37]
- 2022年4月22日，K603路恢复运营。[38]
- 2024年1月11日，因百源路污水管道封闭施工影响，K603路自该日起取消途径百源路。改为途径打锡街、庄府巷、壕沟墘、新门街、涂门街至关帝庙站后原线行驶，其它不变。[39]
- 2024年2月6日，K603路恢复途径百源路。取消途径打锡街、庄府巷、壕沟墘、新门街。
- 2024年3月30日，因优化调整。K603路自该日起经由和平南路、福兴路、联华大道、国际企业大道、站前一路延伸至福厦高铁泉州南站始发终到。运营时间调整为文化宫5:00-21:00、福厦高铁泉州南站6:40-22:40，票价调整为分段计价¥5.0/人。里程数由15.8公里增加至25.9公里，其它不变。[40]
- 2024年7月5日，因新门-涂门街污水干管建设工程施工。K603路自该日双向临时取消途径百源路、涂门街、民权路、天后路、义全街。改为途径九一街、温陵北路至温陵路南段站后原线行驶，并双向增停九一街、温陵路中段、海关大楼等站，其它不变。[41]
- 2024年9月30日，泉州市发改委批复K603路新票价规则。[42]
- 2024年11月1日，因优化调整。K603路自该日起正式取消途径文化宫、民权路、天后路、义全街、海关大楼，临时取消途径九一街，改为途径温陵北路、丰泽街、丰冠路至云谷公交站始发终到，其它不变。[43]
- 2024年12月5-6日，K603路全线更换为20部福田BJ6851EVCA-30型空调电动巴士。原配20部XMQ6802AGBEVL2、XML6855JEVW0C停备，保留4部，配车数不变。
- 2025年1月6日，K603路恢复途径九一街、百源路、涂门街，取消途径温陵北路。[44]
- 2025年3月1日，K603路接手并更换自K608路退下的4部中车时代TEG6105BEV11型空调电动巴士，原配3部XMQ6802AGBEVL2退至55路，1部XML6855JEVW0C退至K205路。

## 站点
| 路线 | 路线         | 路线             | 所在地区、街道 | 所在地区、街道                                    | 站点名           | 备注                               |
| ---- | ------------ | ---------------- | -------------- | ------------------------------------------------- | ---------------- | ---------------------------------- |
|      |              |                  | 丰泽区         | 丰冠路                                            | 云谷公交站       | 起讫站                             |
|      |              |                  | 丰泽区         | 丰泽街                                            | 公交大厦         |                                    |
|      |              |                  | 丰泽区         | 丰泽街                                            | 明湖路口         | 原名 泰和兴业                      |
|      |              |                  | 鲤城区         | 百源路                                            | 百源路           |                                    |
|      |              |                  | 鲤城区         | 涂门街                                            | 关帝庙           | 清净寺                             |
|      |              |                  | 丰泽区         | 温陵南路                                          | 温陵路南段       | 分段点 原名 中医院、泉州汽车站西门 |
|      |              |                  | 晋江市         | 泉安北路                                          | 华洲家装市场     | 原名 华洲                          |
|      |              |                  | 晋江市         | 泉安北路                                          | 华洲             | 原名 华洲水果市场                  |
|      |              |                  | 晋江市         | 泉安北路                                          | 安踏鞋业         | 原名 安踏集团                      |
|      |              |                  | 晋江市         | 泉安北路                                          | 东山             | 分段点                             |
|      |              |                  | 晋江市         | 泉安北路                                          | 浯潭             |                                    |
|      | 池店         |                  | 晋江市         | 泉安北路                                          |                  |                                    |
|      | 新店         | ↓                | 晋江市         | 泉安北路                                          |                  |                                    |
|      | 迎宾广场     |                  | 晋江市         | 泉安北路                                          |                  |                                    |
|      | 龙湖嘉天下   | 原名 陈塘        | 晋江市         | 泉安北路                                          |                  |                                    |
|      | 双沟桥头     | 分段点           | 晋江市         | 泉安北路                                          |                  |                                    |
|      | 和平北路     | 宝龙社区         | 晋江市         |                                                   |                  |                                    |
|      | 和平北路     | 赤西路口         | 晋江市         |                                                   |                  |                                    |
|      | 和平北路     |                  | 晋江市         | 苏厝                                              |                  |                                    |
|      |              |                  | 晋江市         | 和平中路                                          | 鞋都电商园       | 原名 沟头                          |
|      |              |                  | 晋江市         | 和平中路                                          | 青华新村         |                                    |
|      |              |                  | 晋江市         | 和平中路                                          | 青华环岛         |                                    |
|      |              |                  | 晋江市         | 和平中路                                          | 阳光酒店         |                                    |
|      | 阳光天桥     | 时代广场         | 晋江市         | 和平中路                                          |                  |                                    |
|      | 空港商旅大厦 | 原名 厦航大厦    | 晋江市         | 和平中路                                          |                  |                                    |
|      | 机场路       | 泉州晋江国际机场 | 晋江市         | 本站上下行上车点相同 等候需注意行驶方向，避免误乘 |                  |                                    |
|      |              |                  | 晋江市         | 和平中路                                          | 和平国际广场     |                                    |
|      |              |                  | 晋江市         | 和平中路                                          | 晋江公安局       |                                    |
|      |              |                  | 晋江市         | 和平南路                                          | 缺塘             |                                    |
|      |              |                  | 晋江市         | 和平南路                                          | 兰峰小区         | 分段点                             |
|      |              |                  | 晋江市         | 福兴路                                            | 梧桐             |                                    |
|      |              |                  | 晋江市         | 福兴路                                            | 晋江交警车管所   | 原名 晋江交警四中队、三中队        |
|      |              |                  | 晋江市         | 福兴路                                            | 芯智造产业园     | 原名 冠科科技园                    |
|      |              |                  | 晋江市         | 福兴路                                            | 后林             |                                    |
|      |              |                  | 晋江市         | 联华大道                                          | 后曾路口         |                                    |
|      |              |                  | 晋江市         | 联华大道                                          | 集成电路科学园   |                                    |
|      |              |                  | 晋江市         | 联华大道                                          | 樟井居委会       |                                    |
|      |              |                  | 晋江市         | 站前一路                                          | 福厦高铁泉州南站 | 起讫站                             |

## 票价
K603路为分段计价，全程¥5.0。其中：
- 云谷公交站至温陵路南段：1元/人
- 温陵路南段至东山：1元/人
- 东山至双沟桥头：1元/人
- 双沟桥头至兰峰小区：1元/人
- 兰峰小区至福厦高铁泉州南站：1元/人
- 泉通卡普通卡9折，月票卡优惠无效，敬老卡、爱心卡有效
- 可使用泉城通APP及支付宝、云闪付、微信乘车码支付

## 配车
K603路配车数总计22部，其中：
- 福田BJ6851EVCA-30 20部
- 中车时代TEG6105BEV11  2部

- 亚星JS6730C79
（2002.10 - 2010.6）
- 亚星JS6880C93H
（2007.11 - 2013.1）
- 福达FZ6890UF3G3
（2013.1 - 2018.5）
- 金旅XML6855JEVW0C
（2018.10 - 2019.1 / 2023.4 - 2025.2)
- 大金龙XMQ6802AGBEVL2
（2018.5 - 2025.2)
- 福田BJ6851EVCA-30
（2024.12 - )
- 中车时代TEG6105BEV11
（2025.3 - )

## 相关
- 泉州公交线路列表